# Сан-Антонио-де-Пальмито
Сан-Антонио-де-Пальмито (исп. San Antonio de Palmito), также Пальмито — город и муниципалитет на севере Колумбии, на территории департамента Сукре. Входит в состав субрегиона Морроскильо.

## История
Поселение, из которого позднее вырос город, было основано 16 ноября 1776 года.

## Географическое положение

Муниципалитет Сан-Антонио-де-Пальмито

Город расположен в северной части департамента, в пределах Прикарибской низменности, к западу от горного хребта Мария, на расстоянии приблизительно 13 километров к западу от города Синселехо, административного центра департамента. Абсолютная высота — 38 метров над уровнем моря.
Муниципалитет Сан-Антонио-де-Пальмито граничит на севере с территорией муниципалитета Толу, на востоке — с муниципалитетом Синселехо, на западе — с муниципалитетом Ковеньяс, на юге — с территорией департамента Кордова. Площадь муниципалитета составляет 176 км².

## Население
По данным Национального административного департамента статистики Колумбии, совокупная численность населения города и муниципалитета в 2015 году составляла 13 682 человека.
Динамика численности населения муниципалитета по годам:
| 2005   | 2006   | 2007   | 2008   | 2009   | 2010   | 2011   | 2012   | 2013   | 2014   | 2015   |
| ------ | ------ | ------ | ------ | ------ | ------ | ------ | ------ | ------ | ------ | ------ |
| 11 361 | 11 581 | 11 797 | 12 009 | 12 231 | 12 458 | 12 694 | 12 928 | 13 176 | 13 427 | 13 682 |

Согласно данным переписи 2005 года мужчины составляли 51,8 % от населения Сан-Антонио-де-Пальмито, женщины — соответственно 48,2 %. В расовом отношении индейцы составляли 84,2 % от населения города; белые и метисы — 15 %; негры, мулаты и райсальцы — 0,8 %.
Уровень грамотности среди всего населения составлял 72,3 %.

## Экономика
Основу экономики Сан-Антонио-де-Пальмито составляет сельское хозяйство.
74 % от общего числа городских и муниципальных предприятий составляют предприятия торговой сферы, 21,4 % — предприятия сферы обслуживания, 4,5 % — промышленные предприятия.